# Urzica Mare
Urzica Mare – wieś w Rumunii, w okręgu Dolj, w gminie Urzicuța. W 2011 roku liczyła 584 mieszkańców.